# Erik Magnusson (hertig)
Erik Magnusson, född omkring 1282, död 1318 i fångenskap på Nyköpingshus, var yngre son till Magnus Ladulås och Helvig av Holstein. Han var hertig, med ett hertigdöme omfattande främst Södermanland från 1303 till sin död. Tillsammans med brodern Valdemar gjorde han uppror mot deras äldre bror Birger, som övertagit den svenska tronen. Efter flera vändningar slutade upproret med att Erik och Valdemar avled i fångenskap, men kronan kom ändå att övergå till Eriks son med den norska kungadottern Ingeborg Håkansdotter, Magnus Eriksson, som även ärvde den norska kronan. Erik är huvudperson i Erikskrönikan.

## Biografi
Erik utsågs 1284 till hertig samtidigt som brodern Birger hyllades som tronarvinge. Han kom inte i besittning av hertigdömet, som huvudsakligen låg i Södermanland, förrän brodern utsågs till kung 1302. När marsken Torgils Knutsson vid ungefär samma tid skapade en allians riktad mot den danske kungen Erik Menved, tillsammans med den norske kungen Håkon V Magnusson och greve Jacob Nielsen, som styrde över norra Halland,  trolovades Erik med Håkons dotter Ingeborg. Den yngre brodern Valdemar utsågs samtidigt till hertig över Finland och fick äkta marskens dotter.
Erik och Valdemar visade sig dock inte villiga att inordna sig i detta system, och på våren 1304 drevs de i landsflykt, misstänkta för anslag mot drotsen och kung Birger. Efter att ha brutit upp den antidanska alliansen sökte Erik stöd hos den tilltänkta svärfadern, som gav honom Kungahälla slott med en del av Bohuslän i förläning. 1305 lyckades han överta grevskapet över norra Halland. Han svor därefter länsed till Erik Menved och lyckades så försonas med denne. Därefter kunde han även försonas med Birger i Sverige. Erik hade lyckats skapa sig en stark position i skärningspunkten mellan de tre kungarikena.
Erik allierade sig tillfälligt med Torgils Knutssons motståndare under 1305, till vilka kungen alltmer slutit sig, och i början av följande år avsattes och avrättades marsken. Den 29 september samma år fängslade Erik och Valdemar kung Birger i Håtunaleken, och tog över makten i Sverige. Bröderna stödde sig i Sverige i huvudsak på aristokratin, medan kung Birger hade stöd av ärkebiskopen och adelsmän knutna till denne, samt Erik Menved i Danmark, som ingrep militärt. Erik fick inledningsvis stöd av kung Håkon i Norge, upproriska danska kretsar, inklusive den danske hertigen Kristoffer i södra Halland, samt Lybeck. Erik Menved lyckades dock sluta fred med Lybeck och locka över Håkon. En uppgörelse ingicks i Helsingborg 1310: Birger skulle frisläppas och få makten i delar av Sverige medan Erik skulle behålla norra Halland i strid med Håkons önskan. Erik närmade sig åter Håkon, och i september 1312 förmäldes han med Ingeborg, samtidigt som Valdemar gifte sig med kungens brorsdotter Ingeborg Eriksdotter. Året efter slöts fred med Erik Menved.
Erik hade nu en säker ställning där den norska kronan förr eller senare skulle hamna i hans händer, han kontrollerade området i skärningen mellan de tre rikena, och i östra Sverige hade Valdemar stora förläningar. Han verkar dock ha haft siktet inställt på den svenska tronen, och arbetade nu långsiktigt mot denna. I december 1317 nåddes en ny kris, då kung Birger fängslade sina bröder i Nyköpings gästabud. Efter en tids fångenskap avled de, men det uppror som uppstått fördrev Birger från makten, och istället valdes Eriks son Magnus till kung. Erik och Ingeborg hade även dottern Eufemia, gift med hertig Albrekt den store av Mecklenburg.
Erik Magnusson begravdes först i Stockholms Storkyrka men hans stoft flyttades senare till Uppsala domkyrka.
Förutom att vara huvudperson i Erikskrönikan har även hertig Erik bidragit till den svenska litteraturhistorien då hans trolovning med Ingeborg föranledde översättningen av tre riddarromaner till svenska, de så kallade Eufemiavisorna.